# Deutschland-Rundfahrt 1961
| Endstand nach der 7. Etappe |                         |                          |
| Sieger                      | Friedhelm Fischerkeller | 40:26:51 h (36,702 km/h) |
| Zweiter                     | Hennes Junkermann       | + 2:16 min               |
| Dritter                     | Piet Rentmeester        | + 3:03 min               |
| Vierter                     | Raymond Impanis         | + 3:10 min               |
| Fünfter                     | Sigi Renz               | + 4:11 min               |
| Sechster                    | Rudi Altig              | + 11:00 min              |
| Siebter                     | Armand Desmet           | + 11:38 min              |
| Achter                      | Willy Schroeders        | + 12:07 min              |
| Neunter                     | Louis Proost            | + 12:30 min              |
| Zehnter                     | Jaap Kersten            | + 12:47 min              |
| Teamwertung                 | Faema                   | 121:47:28 h              |
| Zweiter                     | Torpedo                 | + 8:49 min               |
| Dritter                     | Afri-Cola-Rabeneick     | + 26:34 min              |

Die Deutschland-Rundfahrt 1961 (offiziell: Internationale Afri-Cola Deutschland-Rundfahrt) war ein Etappenrennen im Straßenradsport. Sie führte von Köln über 1.484,5 Kilometer zurück nach Köln. Die Rundfahrt wurde in acht Etappen ausgetragen, darunter ein Einzelzeitfahren. Zudem gab es ein 44 Kilometer langes Kriterium in Kellmünz, das jedoch nicht in die Gesamtwertung einbezogen wurde.
Es gingen 59 Fahrer in elf internationalen Firmenteams an den Start. Das Ziel erreichten 42 Starter, wobei der Sieger die Distanz mit einem Stundenmittel von 36,702 km/h zurücklegte.
Friedhelm Fischerkeller sicherte sich den Rundfahrtssieg bereits durch seinen Sieg auf der ersten Etappe. Horst Oldenburg konnte mit seinen vier Etappensiegen auch nichts daran ändern und beendete die Tour als 15. im Endklassement. Überschattet wurde die Fahrt vom Tod des Italieners Alessandro Fantini, der auf der sechsten Etappe bei der Ankunft in Trier stürzte und zwei Tage später seinen schweren Verletzungen erlag.

## Etappen
| Etappen       | Tag       | Start – Ziel                    | km    | Etappensieger           | Gesamterster            |
| ------------- | --------- | ------------------------------- | ----- | ----------------------- | ----------------------- |
| 1. Etappe     | 28. April | Köln – Bad Schwalbach           | 195   | Friedhelm Fischerkeller | Friedhelm Fischerkeller |
| 2. Etappe     | 29. April | Bad Schwalbach – Schweinfurt    | 209,5 | Raymond Impanis         | Friedhelm Fischerkeller |
| 3. Etappe (a) | 30. April | Schweinfurt – Nürnberg          | 125   | Horst Oldenburg         | Friedhelm Fischerkeller |
| 3. Etappe (b) | 30. April | Nürnberg – München              | 185   | Horst Oldenburg         | Friedhelm Fischerkeller |
| 4. Etappe     | 1. Mai    | München – Kellmünz              | 131   | Alessandro Fantini      | Friedhelm Fischerkeller |
| Kriterium     | 1. Mai    | Kellmünz                        | 44*   | Rolf Roggendorf         | Friedhelm Fischerkeller |
| 5. Etappe     | 2. Mai    | Villingen-Schwenningen – Landau | 197   | Louis Proost            | Friedhelm Fischerkeller |
| 6. Etappe     | 3. Mai    | Landau – Trier                  | 225   | Horst Oldenburg         | Friedhelm Fischerkeller |
| 7. Etappe     | 4. Mai    | Trier – Köln                    | 217   | Horst Oldenburg         | Friedhelm Fischerkeller |

* Ergebnis wurde nicht in die Gesamtwertung einbezogen